# Thomas Venker

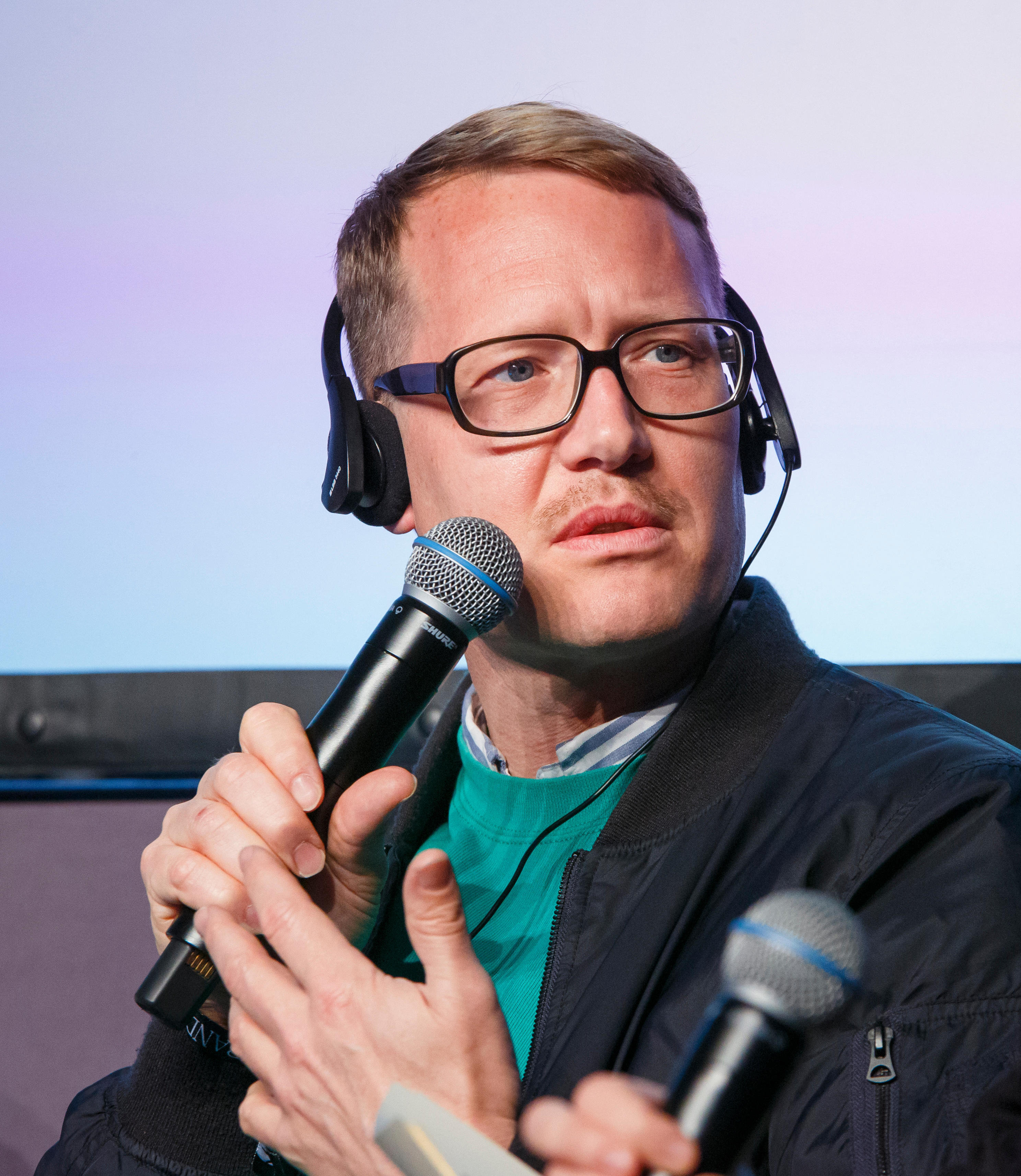
Thomas Venker, 2019

Thomas Venker (* 11. Juni 1971 in Stuttgart) ist ein deutscher Autor und Musikjournalist.

## Leben
Thomas Venker studierte Soziologie und Politologie an der Universität Stuttgart. Er schreibt seit den frühen 1990er-Jahren für deutsche Tageszeitungen und Monatsmagazine wie Süddeutsche Zeitung, Tagesspiegel Berlin, Stuttgarter Nachrichten, Spex, Groove oder Stadtrevue. Er veröffentlichte zwischen 1992 und 1999 das Multimediamagazin Harakiri sowie in den 2000er-Jahren diverse Bücher. Von 2000 bis 2014 war er Chefredakteur des Magazins Intro, seit 2010 zudem „Director Media Content“ der Hörstmann Unternehmensgruppe und in dieser Position verantwortlich für die Medien Greatest, PutPat, Sneaker Freaker, Splash Mag und Festivalguide. Seit März agiert er gemeinsam mit Linus Volkmann als Herausgeber und Chefredakteur von Kaput – Magazin für Insolvenz & Pop. Seit den frühen 1990er-Jahren betreibt Thomas Venker diverse Labels für elektronische Musik (onitor, Scheinselbständig, Cereal Killers), auf denen unter anderem Musik von Sid LeRock, Gustavo Lamas, Takashi Wada, DJ Koze und Luomo erschien. 2011 gründete er gemeinsam mit dem ehemaligen Artdirector der Firma Tomlab, Jan Lankisch, das Label für „Künstlerschallplatten“ Edition Fieber, auf dem Cosima von Bonin, Kai Althoff, Raymond Pettibon, Terence Koh, John Bock und David Shrigley veröffentlichten. Thomas Venker lebt und arbeitet in Köln und Berlin.

## Veröffentlichungen
- Ignoranz und Inszenierung – Schreiben über Pop. Ventil Verlag, Mainz 2004.
- Bohemian Dessert. Lautsprecher Verlag, Stuttgart und Berlin 2005.
- Kochen mit. Parthas Verlag, Berlin 2008.